# Bill Naughton
William (Bill) John Francis Naughton (* 12. Juni 1910 in Ballyhaunis; † 9. Januar 1992 in Ballasalla) war ein irisch-britischer Autor. Er wurde für seine Theaterkomödien, insbesondere Alfie, bekannt. Außerdem wirkte er als Drehbuchautor und verfasste mehrere Romane, Jugendliteratur und Kurzgeschichten.

## Leben und Wirken
Bill Naughton wurde 1910 in der irischen Stadt Ballyhaunis geboren. Vier Jahre später zog seine Familie mit ihm nach Lancashire in England. Er wuchs in Bolton auf und besuchte dort die St. Peter and Paul School. Später arbeitete er unter anderem als LKW-Fahrer, Weber und Kohleverpacker. Während des Zweiten Weltkriegs diente er als Fahrer für den Zivilschutz. In dieser Zeit begann er zu schreiben, zunächst nur für sich selbst, dann veröffentlichte er Kurzgeschichten in Zeitschriften. 1945 erschien sein erster Roman, A Roof over your Head, der im von Massenarbeitslosigkeit geprägten Nordengland der 1920er Jahre spielte.
In den 1950er Jahren zog Naughton nach London, wo er als Autor für das Magazin Lilliput tätig war. Er veröffentlichte Kurzgeschichten in mehreren Sammlungen, insbesondere der Band Late Night on Watling Street (1959) traf auf positive Kritiken. Außerdem arbeitete Naughton für die BBC und schrieb Stücke für Radio- und Fernsehsendungen. Dann begann er eine fruchtbare Zusammenarbeit mit dem Londoner Mermaid Theatre. 1962 wurde dort seine in der Arbeiterklasse spielende Komödie All in Good Time uraufgeführt. Sie wurde ein Erfolg und kam 1965 an den Broadway mit Donald Wolfit und Marjorie Rhodes in den Hauptrollen. 1966 wurde das Stück unter dem Titel Honigmond '67 (The Family Way) verfilmt, wobei Naughton selbst die Adaption zum Drehbuch übernahm.
Naughtons bekanntestes Theaterstück wurde Alfie, eine 1963 ebenfalls am Mermaid Theatre uraufgeführte Komödie über einen Londoner Frauenhelden. Sie basierte auf Naughtons Radiohörspiel  Alfie Elkins and His Little Life. Sie wurde 1966 von Lewis Gilbert unter demselben Titel (dt. als Der Verführer läßt schön grüßen) mit Michael Caine in der Hauptrolle verfilmt. Auch an diesem Film war Naughton als Autor beteiligt und wurde 1967 für einen Oscar in der Kategorie Bestes adaptiertes Drehbuch nominiert. Zwölf Jahre nach Naughtons Tod inszenierte Charles Shyer eine weitere Verfilmung des Stoffs, Alfie. Diesmal verkörperte Jude Law die Titelfigur.
Naughtons dritter Theatererfolg war die Komödie Spring and Port Wine (1967), eine überarbeitete Version seines älteren Stückes My Flesh, My Blood. Sie handelt von einem Familienvater aus Bolton und lief als Keep It In the Family am Broadway. Auch dieses Stück adaptierte Naughton zum Drehbuch. Es wurde 1970 unter dem Originaltitel (deutscher Titel Hering und Portwein) von Peter Hammond verfilmt.
Um 1972 zog sich Naughton – zum Teil aus Gründen der Steuerersparnis – nach Ballasalla zurück, ein Dorf im Süden der Isle of Man. Dort verbrachte er seinen Lebensabend. 1974 wurde er für sein Radiohörspiel  The Mysterie mit dem Prix Italia ausgezeichnet. In den 1980er Jahren schrieb er zwei autobiografische Werke, On the Pig's Back und Saintly Bill. Naughton starb mit 81 Jahren in Ballasalla. Er hinterließ seine zweite Ehefrau und zwei Kinder aus erster Ehe.
Die Bolton Library hält ein Nachlass-Archiv von Bill Naughton mit Korrespondenz, Originalmanuskripten und noch unveröffentlichtem Material.

## Werke (Auswahl)
Theaterstücke
- My Flesh, my Blood. A play in three acts. Samuel French, London 1958.
- All in Good Time. A comedy in two acts. Samuel French, London 1964. (Uraufführung 1963)
- Alfie: a play in three acts. Samuel French, London 1963.
- Spring and Port Wine. Samuel French, London 1967 (dt. Übers. Eva Walch: Frühling und Portwein Henschelverlag, Berlin 1971).
- June Evening. Samuel French, London 1972.
- Annie and Fanny. 1967.
- Lighthearted Intercourse. 1971.

Romane
- A Roof over your Head. Pilot Press, London 1945.
- Rafe Granite. Pilot Press, London 1947.
- One small boy. Macgibbon & Kee, London 1957.
- Alfie. Macgibbon & Kee, London 1966.
- Alfie darling. Macgibbon & Kee, London 1970.

Kurzgeschichten
- Late Night on Watling Street. Macgibbon & Kee, London 1959.
- The Goalkeeper's Revenge. George G. Harrap & Co., London 1961.
- The bees have stopped working, and other stories. Wheaton, Exeter 1976, ISBN 0-08-020547-X.

Jugendbücher
- A dog called Nelson. Dent, London 1976.
- My pal Spadger. Dent, London 1977.

Autobiografien
- On the pig's back: an autobiographical excursion. Oxford University Press, New York 1986, ISBN 0-19-212257-6.
- Saintly Billy : a catholic boyhood. Oxford University Press, New York 1988, ISBN 0-19-212270-3.

## Filmografie
- 1957: Nathaniel Titlark (Fernsehserie, 1 Folge)
- 1958: Starr and Company (Fernsehserie, 2 Folgen)
- 1960: Deadline Midnight (Fernsehserie, 1 Folge)
- 1960: Yorky (Fernsehserie, 6 Folgen)
- 1960/61: BBC Sunday-Night Play (Fernsehserie, 2 Folgen)
- 1961: Armchair Theatre (Fernsehserie, 2 Folgen)
- 1962: Drama 61-67 (Fernsehserie, 1 Folge)
- 1966: Honigmond '67 (The Family Way)
- 1966: Out of Town Theatre (Fernseh-Miniserie) (1 Folge)
- 1966: Der Verführer läßt schön grüßen (Alfie)
- 1967: Seven Deadly Sins (Fernsehserie, 1 Folge)
- 1970: Hering und Portwein (Spring and Port Wine)
- 1970: Day of Rest (Kurzfilm)
- 1976: Alfie, der liebestolle Schürzenjäger (Alfie Darling)
- 2004: Alfie
- 2012: Hochzeitsnacht mit Hindernissen (All in Good Time)